# Harland and Wolff
Harland and Wolff Heavy Industries é uma empresa industrial pesada, especializada em reparação, conversão e construção naval, localizada em Belfast, Condado de Antrim, Irlanda do Norte. A empresa já construiu mais de 1700 navios em seus 158 anos de existência.
O estaleiro é famoso por ter produzido a maioria dos navios destinados à White Star Line, sendo os mais conhecidos o trio da Classe Olympic: RMS Olympic, RMS Titanic e HMHS Britannic.
Desde 2011, a expansão da indústria de energia eólica offshore tem sido o foco principal. Atualmente, 75% dos trabalhos da empresa são baseados em energia renovável.

## História

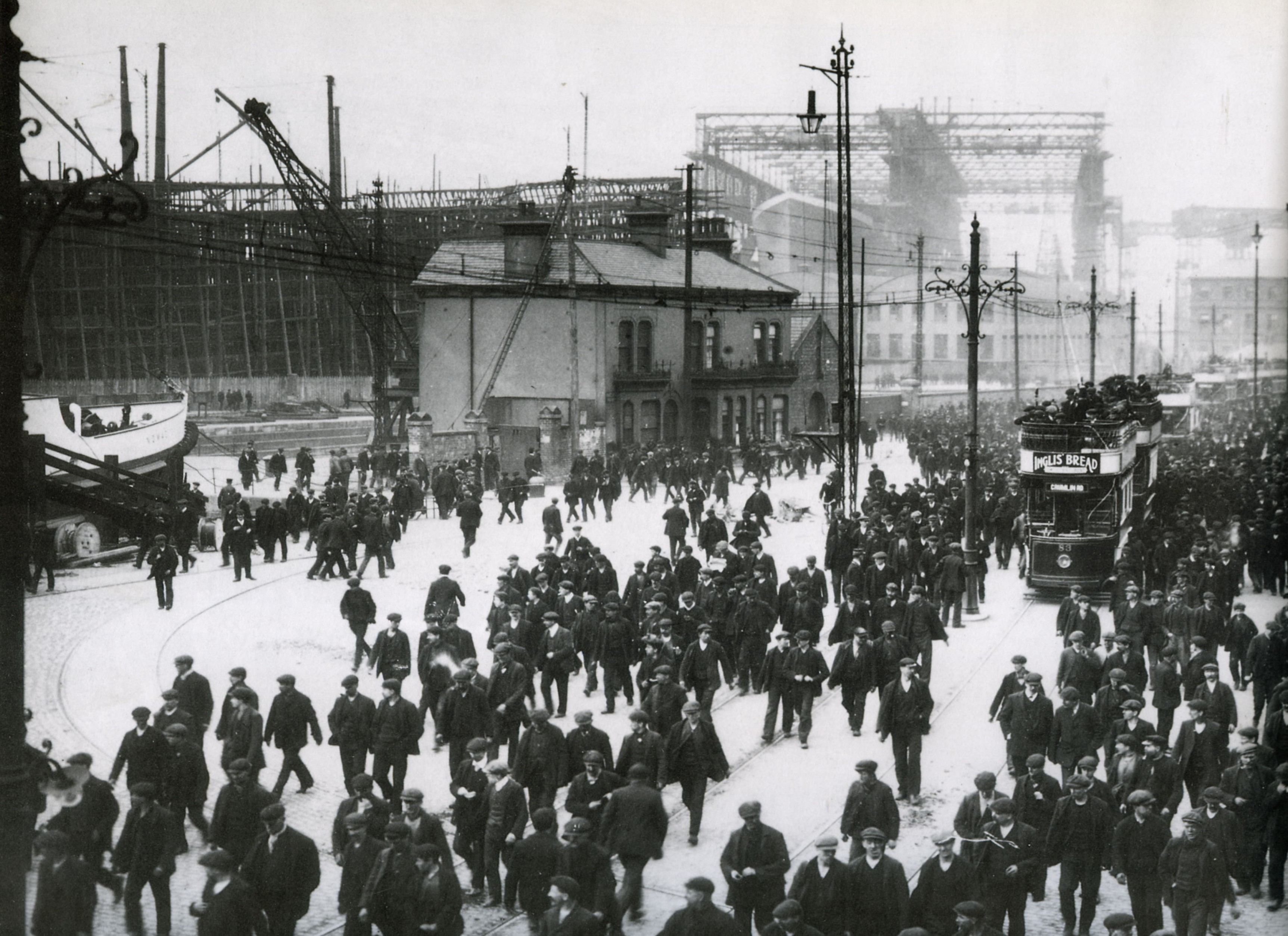
Trabalhadores deixando o estaleiro no início de 1911. O Titanic pode ser visto ao fundo.

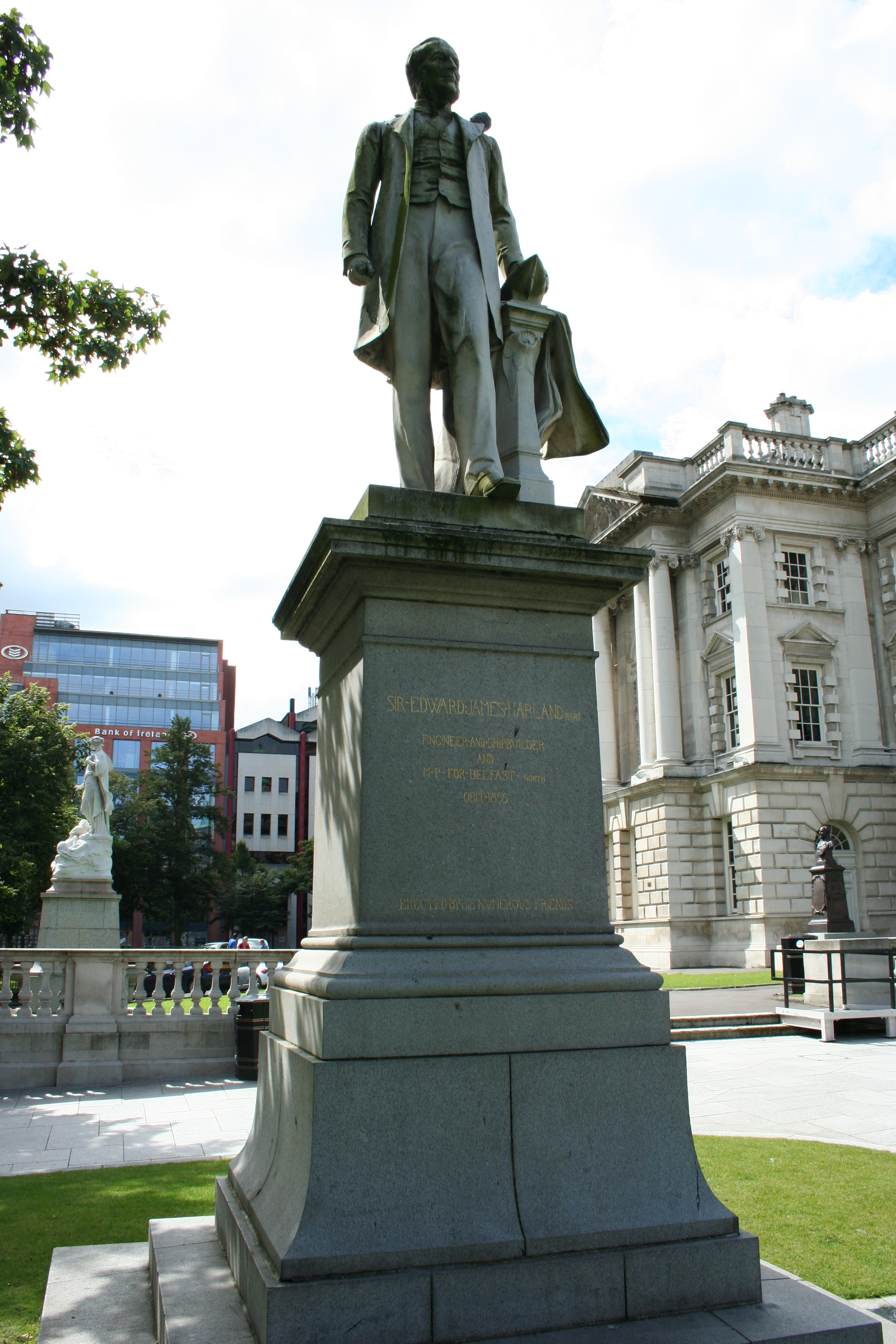
Estátua de Edward James Harland nos arredores da Câmara Municipal de Belfast.

A Harland and Wolff foi formada em 1861, por Edward James Harland e Gustav Wilhelm Wolff. Em 1858, Harland adquiriu o pequeno estaleiro de seu empregador Robert Hickson.
Após a compra, Harland contratou seu assistente Wolff como sócio. Wolff era o sobrinho de Gustav Schwabe, um financista de Hamburgo que tinha interesses comerciais na empresa Bibby Line. Sendo assim, os três primeiros navios encomendados ao estaleiro foram construídos para a companhia. Harland obteve sucesso por meio de várias inovações, como substituir os conveses superiores de madeira por chapas de ferro, o que aumentava a força dos navios e deixava um corte mais plano e quadrado aos cascos, ampliando sua capacidade. Em 1874, Walter Henry Wilson tornou-se sócio da empresa.
Com a morte de Harland, em 1895, William James Pirrie se tornou o presidente da empresa até sua morte, em 1924. Em 1907, o engenheiro naval Thomas Andrews se tornou gerente geral e chefe do departamento de desenho. Foi neste período que a empresa construiu o Olympic e os outros dois navios de sua classe, Titanic e Britannic, entre 1909 e 1914. Para realizar o projeto, o estaleiro contratou a empresa Sir William Arrol & Co. a fim de construir uma gigantesca estrutura de pórtico duplo e rampa de lançamento.
Em 1912, devido principalmente ao aumento da instabilidade política na Irlanda, a empresa adquiriu outro estaleiro em Govan, na cidade de Glasgow, Escócia. Em Govan, a Harland and Wolff se especializou na construção de navios-tanques e navios cargueiros. Um estaleiro próximo também foi adquirido pela Harland and Wolff em 1919, juntamente com uma participação no principal fornecedor de aço da empresa, David Colville & Sons. A Harland and Wolff também estabeleceu estaleiros em Bootle, Liverpool, Londres e Southampton, no entanto, todos foram encerrados a partir do início dos anos 1960, quando a empresa optou por consolidar suas operações em Belfast.

### Anos de guerra

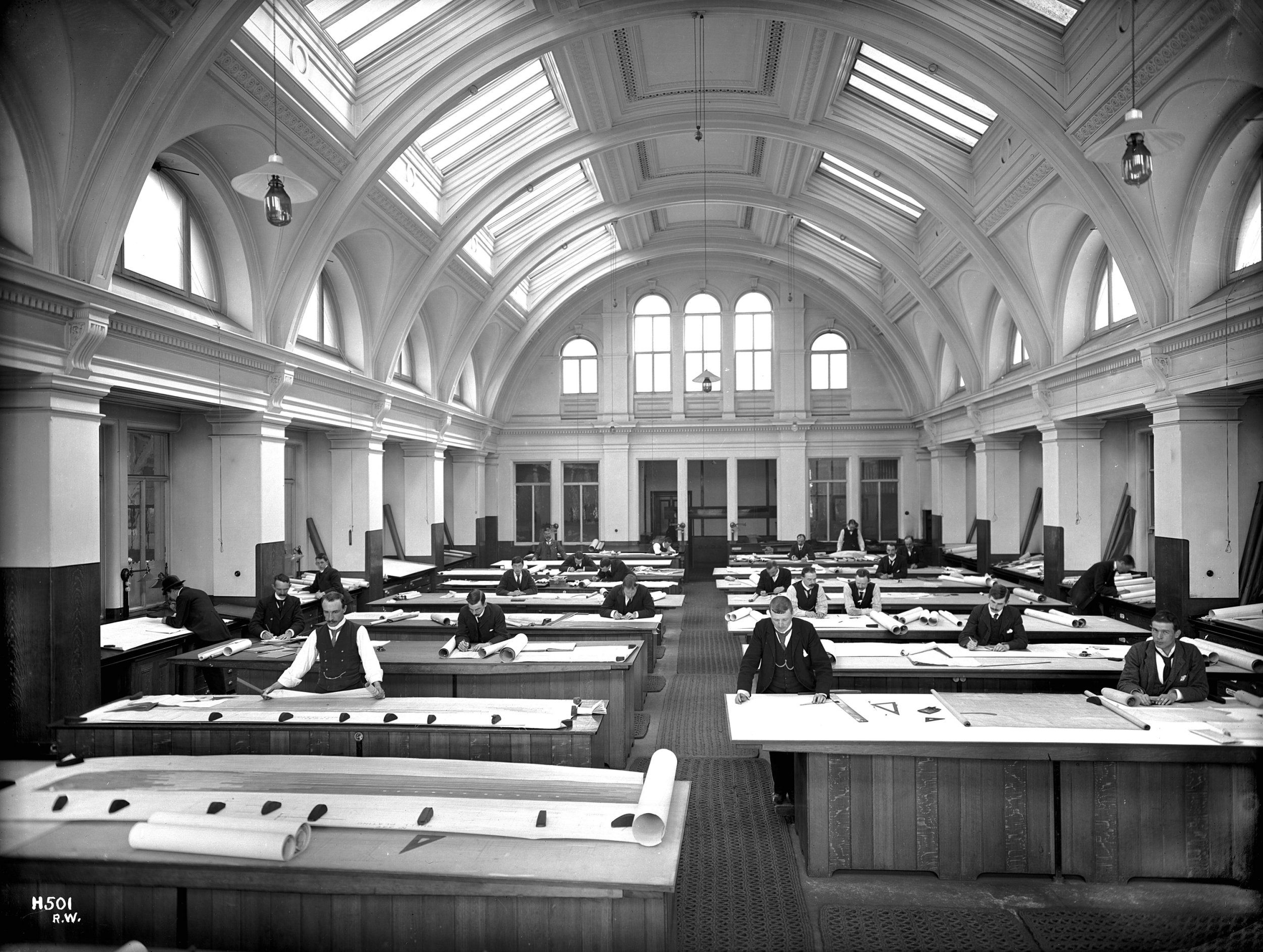
O escritório de desenho da Harland and Wolff no início do século XX.

Durante a Primeira Guerra Mundial, a Harland and Wolff focou na construção de monitores e cruzadores, incluindo o HMS Glorious. Em 1918, a empresa abriu um novo estaleiro chamado East Yard. Este novo estaleiro especializou-se na produção em massa de navios padrões desenvolvidos na Primeira Guerra Mundial.
Na década de 1920, os trabalhadores católicos foram rotineiramente expulsos do estaleiro.
Em 1936, a empresa abriu uma subsidiária fabricante de aviões com a Short Brothers, chamada Short & Harland Limited. Na Segunda Guerra Mundial, esta fábrica construiu bombardeiros Short Stirling, após a retirada do Handley Page Hampden.
O estaleiro manteve-se ocupado na Segunda Guerra Mundial construindo seis porta-aviões, dois cruzadores (incluindo o HMS Belfast) e outros 131 navios de guerra, além de reparar mais de 22 000 embarcações. Também fabricou tanques e componentes de artilharia. Foi neste período que o efetivo da empresa atingiu um pico de 35 000 trabalhadores. O estaleiro foi fortemente bombardeado pela Luftwaffe em abril e maio de 1941, causando danos consideráveis às instalações de construção naval e destruindo a fábrica de aviões.

### Período pós-guerra

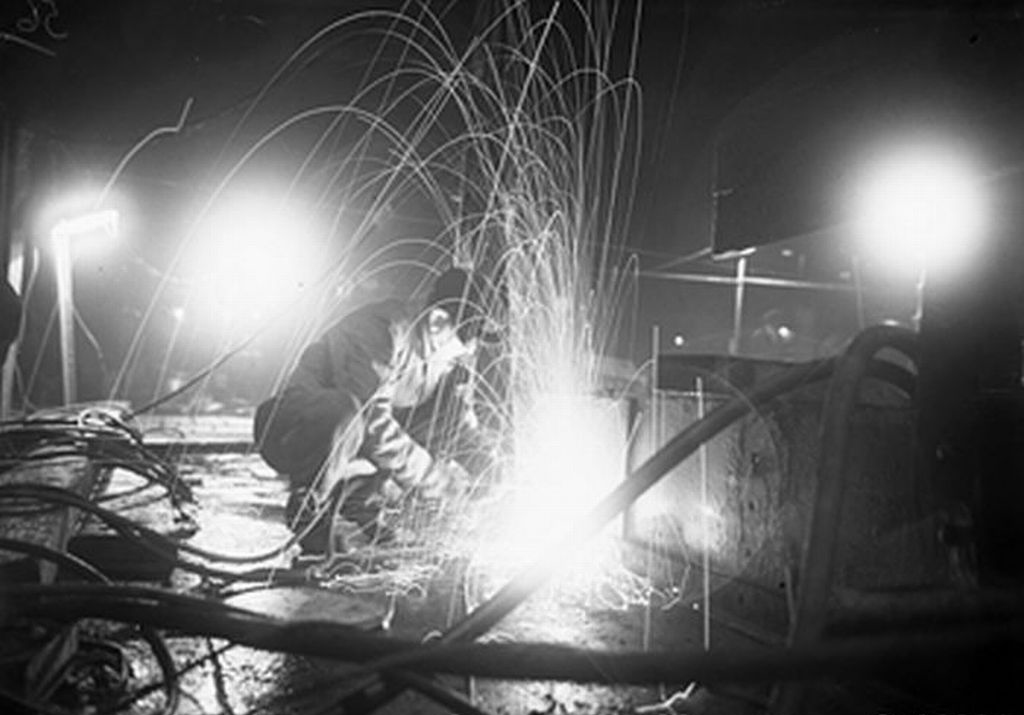
Um serralheiro trabalhando à noite no convés de um navio no pátio da Harland and Wolff, 27 de outubro de 1944.

Com o surgimento do avião a jato no final dos anos 50, a demanda por transatlânticos diminuiu. Isto, juntamente com a concorrência do Japão, trouxe dificuldades para a indústria britânica de construção naval. O último transatlântico que a empresa lançou foi o MV Arlanza para a Royal Mail Line em 1960, enquanto o último transatlântico a ser concluído foi o SS Canberra para a P&O em 1961.
Na década de 1960, o estaleiro realizou alguns feitos notáveis, como o petroleiro Myrina, que foi o primeiro superpetroleiro a ser construído no Reino Unido e o maior navio já lançado em uma rampa até então. No mesmo período, o estaleiro também construiu a sonda semissubmersível Sea Quest, que, devido ao seu projeto de três pernas, foi lançada em três rampas paralelas.
Em meados da década de 1960, o governo britânico passou a conceder empréstimos e subsídios aos estaleiros britânicos a fim de preservar empregos. Parte deste dinheiro foi usado para financiar a modernização do parque fabril, permitindo a construção de embarcações mercantes muito maiores, incluindo uma de 333 000 toneladas.
A empresa já tinha a reputação de ser uma fábrica protestante e, durante o conflito em 1970, 500 trabalhadores católicos foram demitidos.
Problemas contínuos levaram à estatização da empresa. Em 1971, o complexo Arrol Gantry, local onde muitos navios foram construídos até o início dos anos 60, foi demolido. A privatização ocorreu em 1989, em parceria com o magnata Fred Olsen, levando a criação de uma nova empresa chamada Harland & Wolff Holdings Plc. A esta altura, o número de funcionários havia caído para cerca de 3 000 pessoas.
Nos anos seguintes especializou-se na construção de petroleiros Suezmax e passou a concentrar-se em embarcações para a indústria offshore de petróleo e gás, entretanto, fez ocasionalmente algumas incursões fora deste mercado. A empresa não obteve sucesso na licitação para a construção do novo transatlântico da Cunard, o Queen Mary 2, que teve o contrato assinado pela Chantiers de l'Atlantique.

## Reestruturação e operações atuais

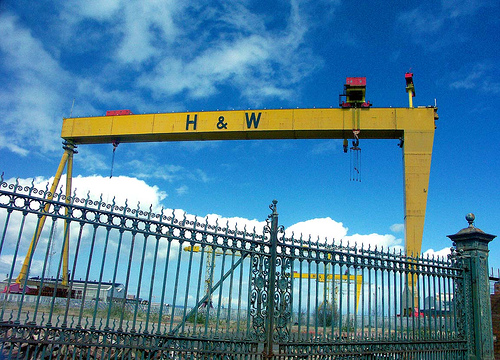
Os guindastes de pórtico tornaram-se marcos da cidade.

Diante das pressões competitivas (especialmente no que se diz respeito à construção naval), a Harland and Wolff buscou mudar e ampliar seu portfólio, concentrando-se mais em engenharia estrutural, bem como reparo de navios, construções offshore e competições por outros projetos. Isto levou a Harland and Wolff construir uma série de pontes na Grã-Bretanha e também na República da Irlanda, como a Ponte James Joyce e a restauração da Ponte Ha'penny, em Dublin, aproveitando o sucesso de sua primeira incursão no setor de engenharia civil com a construção da Ponte Foyle na década de 80.
O último projeto de construção naval da Harland and Wolff foi com o MV Anvil Point, uma das seis embarcações da Classe Point construídas para uso do Ministério da Defesa. A embarcação, construída sob licença dos construtores navais alemães Flensburger Schiffbau-Gesellschaft, foi lançada em 2003.
A Harland and Wolff quase assinou o contrato para construir o RMS Queen Mary 2 em 2003, mas não recebeu a garantia necessária do governo. Como resultado, o contrato foi adjudicado à Chantiers de l'Atlantique. O navio entrou em serviço em 2004.
Nos últimos anos, a empresa viu sua carga de trabalho relacionada aos navios aumentar ligeiramente. Embora a Harland and Wolff não tenha envolvimento em nenhum projeto de construção naval no futuro, está cada vez mais envolvida na revisão, readequação e reparo de navios, bem como na construção e reparo de equipamentos offshore, como as plataformas petrolíferas. Em 1 de fevereiro de 2011, foi anunciado que a Harland and Wolff havia assinado o contrato para reformar o SS Nomadic, retomando efetivamente sua associação de quase 150 anos com a White Star Line. As obras estruturais na embarcação começaram em 10 de fevereiro de 2011 e foram concluídas a tempo para o Belfast Titanic Festival em 2012.
O horizonte de Belfast ainda é dominado pelos famosos guindastes de pórtico da Harland and Wolff, Samson e Goliath, construídos em 1969 e 1974, respectivamente. Há também especulações sobre o ressurgimento da prosperidade do estaleiro, graças à diversificação da empresa em tecnologias emergentes, em particular no desenvolvimento de energias renováveis, como turbinas eólicas offshore e energia maremotriz. 
Em 2018, a Fred. Olsen Energy passou por uma reestruturação e decidiu colocar a Harland and Wolff à venda. Sem nenhum interessado, foi divulgado que a empresa deixaria de operar em 5 de agosto de 2019. Posteriormente, em 1 de outubro de 2019, a empresa foi adquirida por 6 milhões de libras pelo grupo britânico de infraestruturas energéticas InfraStrata.